# 小行星6644
小行星6644（英語：6644 Jugaku）是一颗围绕太阳公转的小行星。1991年1月5日，高橋篤史、渡邊和郎在北见发现了此天体。
这颗小行星的绝对星等为328.35151等。